# Trinidad and Tobago Television
Trinidad y Tobago Television Limited, conocida como TTT, es una emisora de televisión nacional de propiedad estatal en Trinidad y Tobago con sede en 11 A Maraval Road, Puerto España.
La compañía operaba anteriormente dos estaciones; TTT canales 2 y 13 de 1962 a 2005, y Alternative Television conocida popularmente como TTT Canales 9 y 14 de 1983 a 1990. La estación y su empresa matriz, la National Broadcasting Network (NBN) se cerró a la medianoche del 14 de enero de 2005 debido a quiebra con C TV convirtiéndose en su sucesor en 2006. Después de varios años de estar fuera del aire, se descubrió que TTT todavía tenía una fuerte identidad de marca entre la población y un culto de seguidores en las redes sociales. El 30 de agosto de 2018, TTT Limited fue relanzado por el primer ministro de Trinidad y Tobago, el Honorable Dr. Keith Rowley a las 3:00 p. m. AST

## Historia
El 31 de agosto de 1962, el Estado de dos islas de Trinidad y Tobago se convirtió en un estado independiente dentro de la Commonwealth británica. Al mismo tiempo, ttt, Trinidad y Tobago Televisión fue lanzado y había dos canales para transmitir el servicio a las dos islas, 2 y 13.
Los primeros eventos que se muestran en ttt eran la Ceremonia de alza de la bandera y de la reproducción del himno nacional para el nacimiento de la Nación y la inauguración de la televisión.

## Información de la compañía
TTT ha sido la emisora de televisión de propiedad estatal y el único operador de televisión durante más de treinta años desde 1962 hasta 1991. TTT proporcionó a la joven nación su colección más antigua de héroes culturales, mostrando la diversidad de la sociedad plural de Trinidad y Tobago al abrazar algunos de los sus mejores exponentes de la expresión artística indígena. Hoy, su principal objetivo es desarrollar un ecosistema para la distribución de contenido local que sea relevante para la Trinidad y Tobago moderna y atractivo en los fluidos mercados globales.

## Cronología de los eventos
- 31 de agosto de 1962 Trinidad y Tobago Televisión comenzó a transmitir.

- 27 de julio de 1990 Las estaciones fueron tomadas en off durante el intento de golpe de Jamaat al Muslimeen. Varios empleados, entre ellos Raoul Pantin, fueron tomados como rehenes,[2] y se utilizó la estación para la propaganda por el Jamaat al Muslimeen. Canales 9 y 14 fueron cerrados de forma permanente después de este incidente.

- 13 de marzo de 1994 La Trinidad y Tobago Television Company se fusionó con la empresa de radio de propiedad estatal, el Servicio Nacional de Radiodifusión. La nueva entidad fue llamada la Red Internacional de Comunicaciones. Posteriormente, el gobierno adquirió la Televisión AVM quiebra (AVM Canales 4 y 16), que se fusionó con la Red Internacional de Comunicaciones (CIE) para formar la Red Nacional de Radiodifusión (NBN). La marca ttt fue retenido y AVM Televisión pasó a llamarse El Canal de la Información (TIC 4 y 16).

- 14 de enero de 2005 La Red Nacional de Radiodifusión fue cerrada. El canal de información se convirtió en NCC 4 y Canales ttt 2 y 13 terminó sus transmisiones a las 12:00 de la medianoche.[3][4][5]

## Panorama
El noticiero insignia de la estación, Panorama, sigue siendo un icono en Trinidad y Tobago, así como la estación . Durante 29 años fue el único programa noticiero de la noche de la nación, lo que permitió a los ciudadanos de Trinidad y Tobago acceso a las imágenes de televisión de todo el país y alrededor del mundo.

## Personalidades
ttt lanzó las carreras de varios de los periodistas y locutores más reconocidos en el Caribe.
- Dominic Kallipersad - Ahora Jefe Noticias ancla al CCN TV6
- Lisa Wickham
- Francesca Hawkins - Ahora Noticias ancla en CNC3 Televisión
- Shelly Dass
- Michael Clarke
- De Tony Fraser
- Errol Pilgrim
- Sir Trevor McDonald - ancla ITV
- Allyson Hennessy - Fallecido
- Horace James
- Mervyn Telfer - primero ttt Noticias Ancla
- Melina de Scott
- Dale Kolasingh
- Hazel Ward-Redman - Fallecido
- Acebo Betaudier
- Sham Mohammed
- Salisha Ali
- Jai Parasram
- Bobby Thomas
- Jones P Madeira
- Gedeón Hanoomansingh
- Anthony Harford
- Robin Maharaj - Weatherman
- Debbie Lewis-DeGannes
- Hansley Ajodha - Presentador en WIN TV
- Clyde Alleyne
- Ashford Jackman

Otros presentadores notables incluyen Peter Minshall, Ann Austin, Barry Gordon, Freddie Wharwood, Errol Chevalier, Hans Hanoomansingh, Raffie Knowles, Don Proudfoot, Farouk Muhammad, Lloyd Roehler, Brian Carter, Sharon Coward, Ruskin Marcos, Terrance Greaves, Vaughn Salandy, Gary Moreno, Josanne Leonard, John Victor, Afzal Khan, Bernard Pantin. Personal Técnico incluido Victor Daniel, Shaffick Mohammed, Errol Harrylal, Wellington Yen Chong, Carl Narine, Geddes Jennings, Kenrick Grannum, Stephen Lee Pow, Charles Deighton Parris, Tomás Mora, Oneal Davis, V, Dave Surajdeen, Peter Singh, Mario Jorge, Grantley Ogiste Tony Salandy, Buffy Sinanansingh.

## Eslóganes
- it's yours! (1962–2005)